# Ihor Hordiytchouk
Ihor Volodymyrovytch Hordiytchouk (en ukrainien : Ігор Володимирович Гордійчук), né le 12 novembre 1972 est un général ukrainien commandant du lycée militaire Ivan Bohun et Héro de l'Ukraine.

## Biographie
Il a fait ses études à l'école des chars d'Omsk puis à l'Institut des forces terrestres de Kiev de l'Académie de défense nationale d'Ukraine et à l'École de guerre de l’Armée de terre des États-Unis. En 2014, dans le cadre de la Bataille de Saour-Mogyla, il a été blessé à la tête le 29 août 2014.

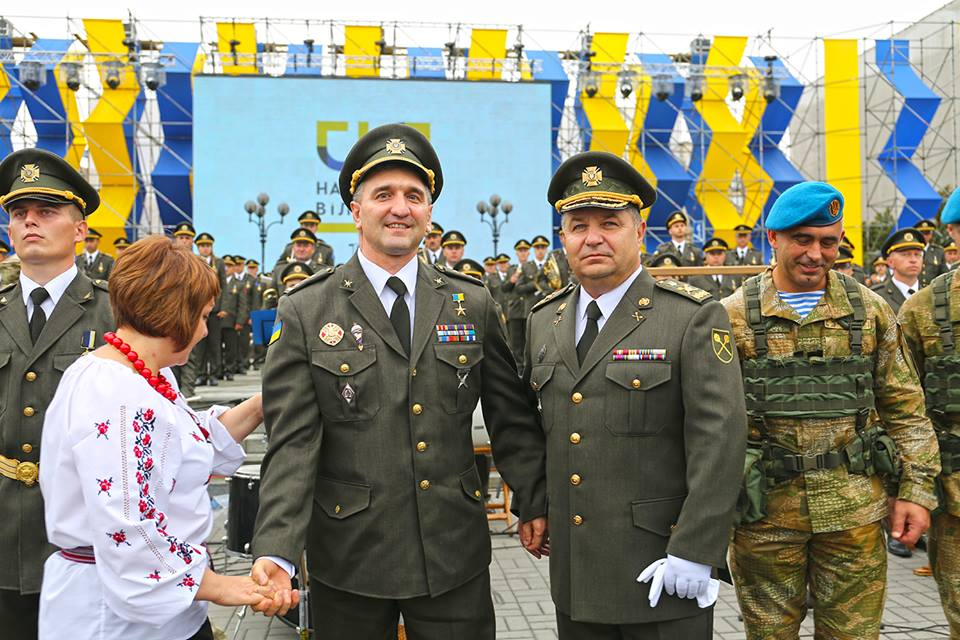
En 2015 avec Andriy Kovaltchouk et Stepan Poltorak.